# 羽黑站 (爱知县)
羽黑站（日语：／ Haguro eki */?）是一個位於愛知縣犬山市羽黑，屬於名古屋鐵道小牧線的鐵路車站。車站編號為KM01。

## 車站結構
1面1線的地面車站，是無人站。設有自動售票機、閘機、精算機。車站集中管理系統負責管理。（犬山站的站長室內）
| 路線   | 方向 | 目的地           |
| ------ | ---- | ---------------- |
| 小牧線 | 下行 | 往犬山           |
| 小牧線 | 上行 | 小牧、平安通方向 |

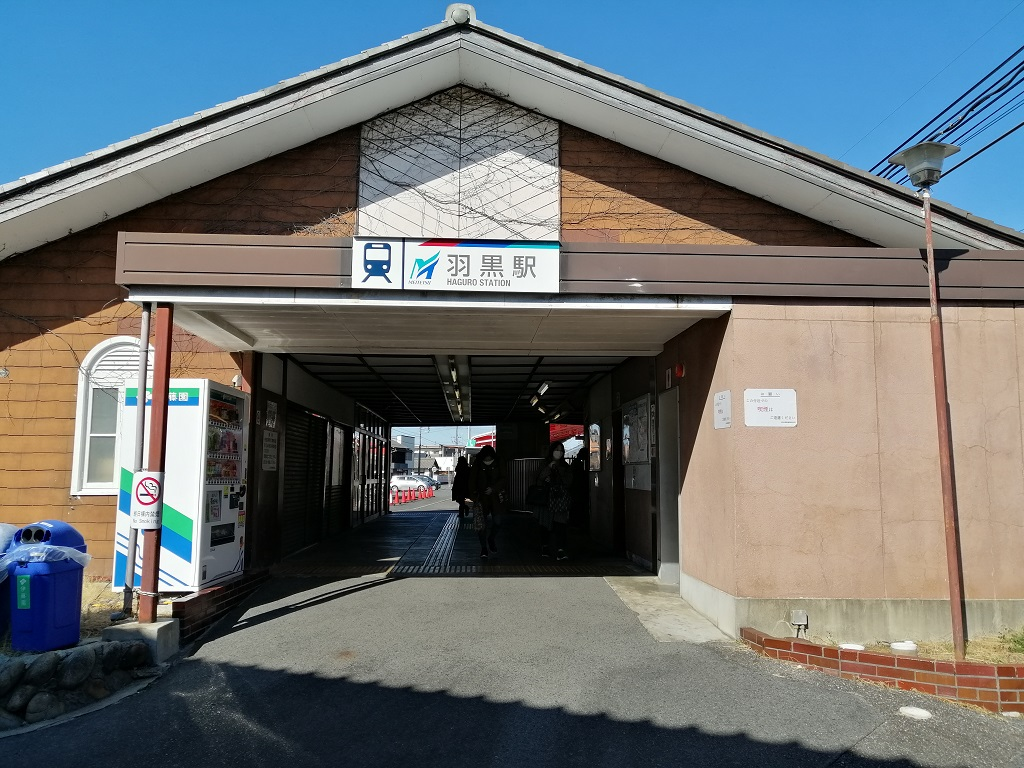
南口(2022年2月)
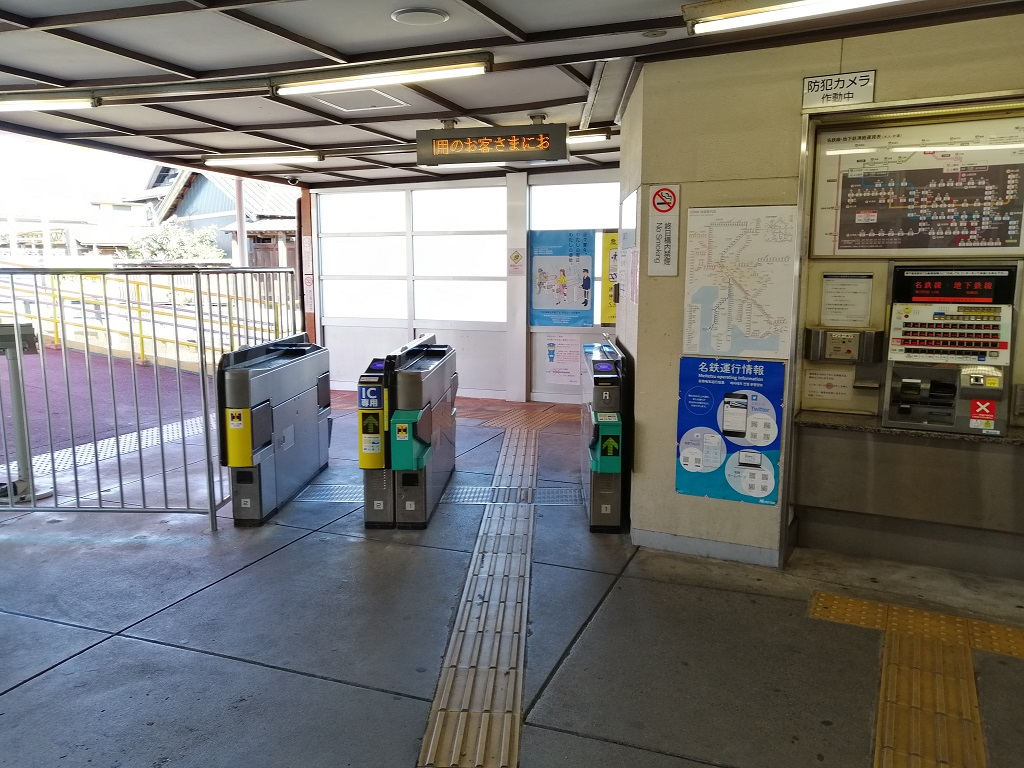
閘口(2022年2月)
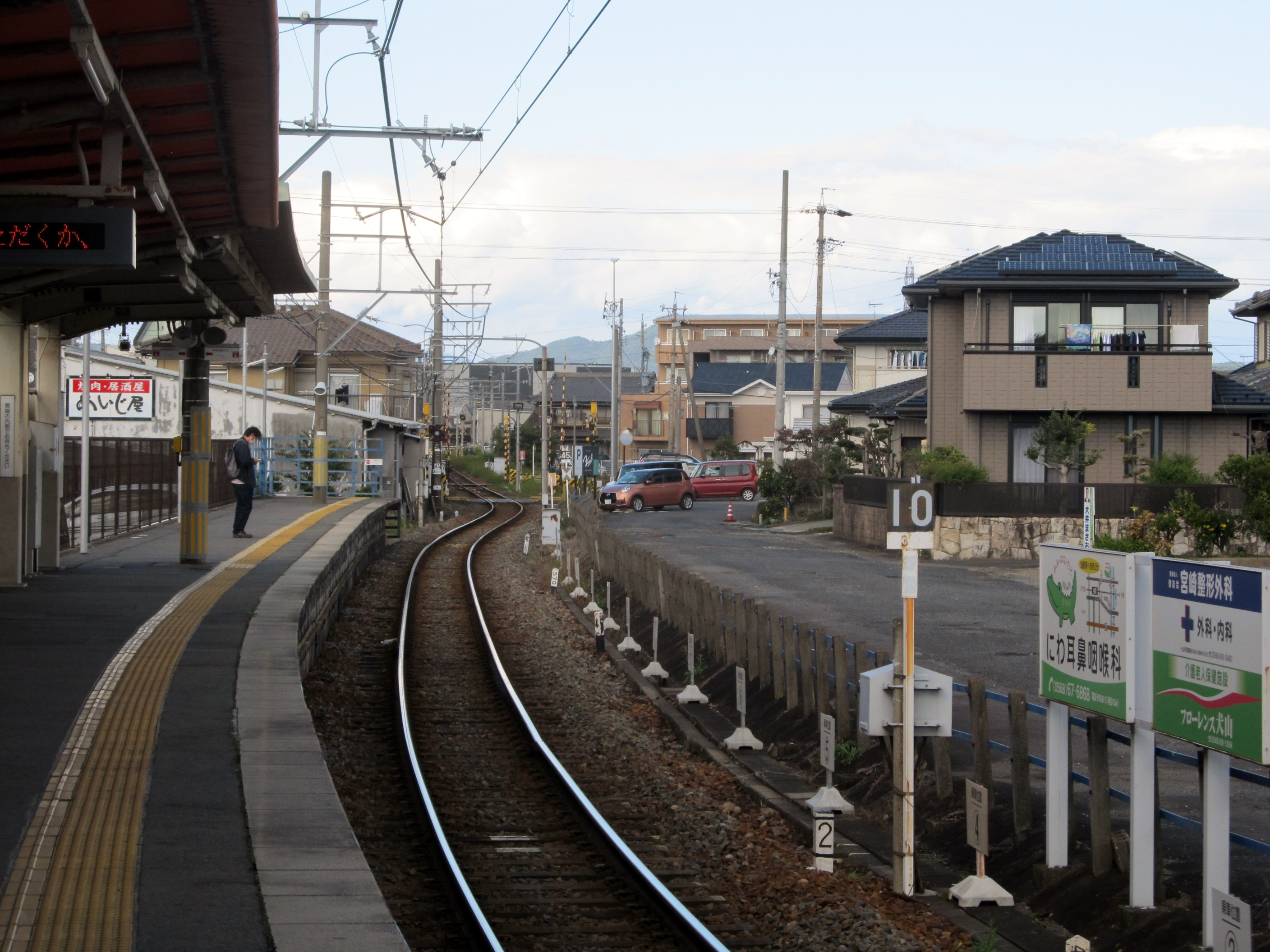
月台

### 配置圖
| ← 小牧、 上飯田方向 | 羽黑站 構內配線略圖 | → 犬山站 |
| 图例 参考文献：     |                     |          |

## 相鄰車站
名古屋鐵道
 小牧線
樂田（KM02）－羽黑（KM01）－（五郎丸信號場）－犬山（IY15）